# Collège Supérieur
 (janvier 2022).
Le Collège Supérieur est une association de philosophie. Fondé à Lyon en 1999, ce lieu est un centre de réflexion et de formation qui propose des conférences à tout public autour de la philosophie, et qui accueille des étudiants en droit pour les aider dans la réussite de leur licence.

## Description

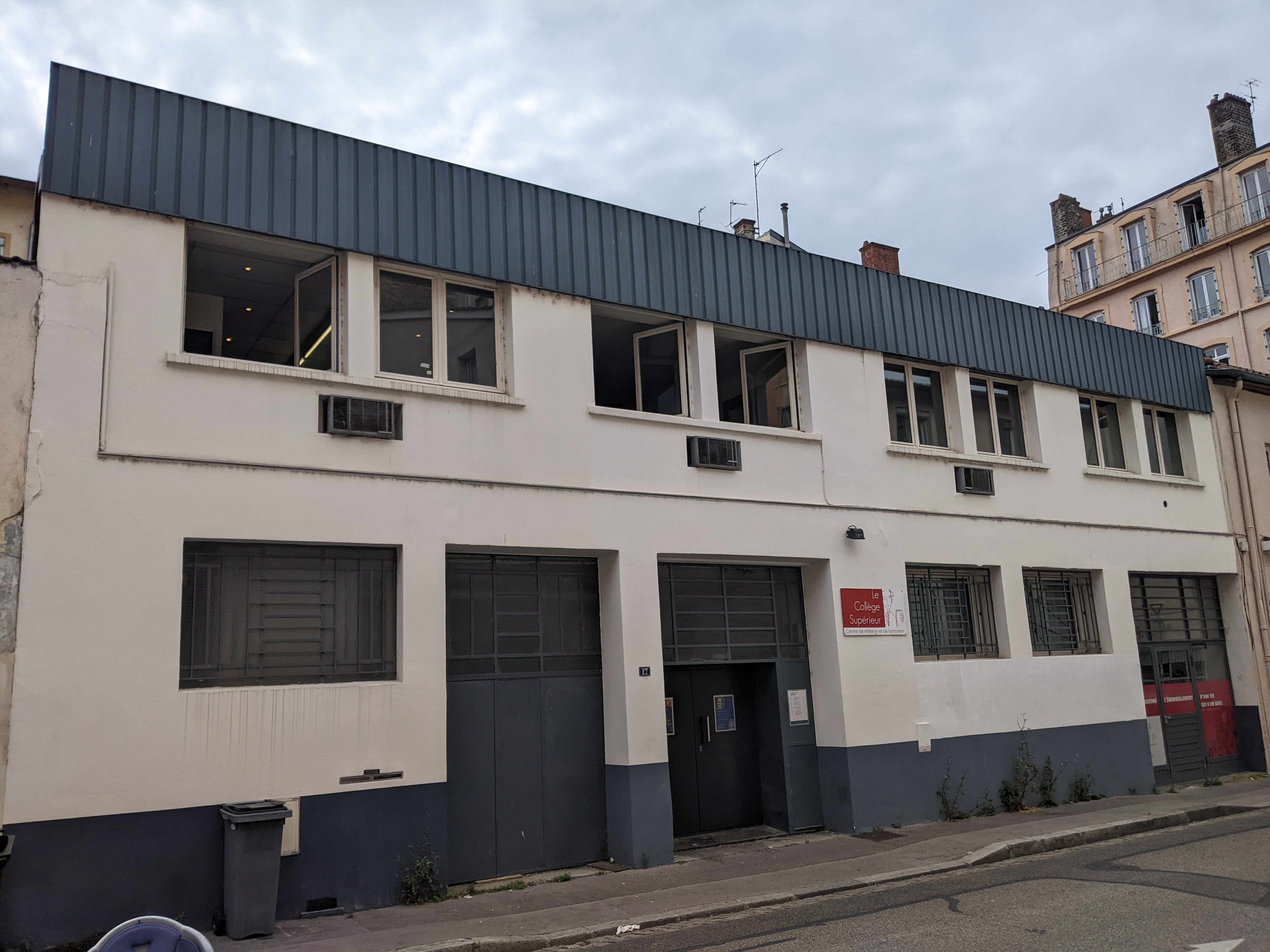
Bâtiment du Collège Supérieur, rue Mazagran, à Lyon.

Le Collège Supérieur est un lieu qui a pour vocation de rendre la philosophie accessible à tous, au cœur de la cité. Ce lieu de rencontres, de dialogues, de formation et de culture, propose une programmation riche de conférences et de colloques, d’expositions, de concerts et d’activités culturelles diverses.
Les étudiants en droit bénéficient, pour leur part, de salles de travail, de cours de soutien avec des professeurs à l'écoute, du confort d'une maison ainsi que de l'accès libre à toutes les conférences.
Riche de plus d'une centaine de conférences par an, le Collège accueille un public de tout âge et de toute formation professionnelle. Toutes les conférences sont accessibles par la suite en replay audio ( rdv sur le site du Collège Supérieur).

## Histoire
Créé en 1999, il ouvre ses portes aux étudiants en philosophie qui préparent l’agrégation et le CAPES et dans le même temps propose des cours publics à toute personne curieuse de se former. La philosophie n’est pas traitée comme une discipline réservée à des techniciens au vocabulaire spécialisé. Depuis sa création le Collège Supérieur a ainsi formé plus de 30 professeurs de philosophie et organisé une dizaine de colloques nationaux ou internationaux avec de grandes voix comme Michel Serres, Jean-Claude Guillebaud, Jean-Marie Pelt, Tony Anatrella, Jean-Luc Marion, Jacques Barrot, François-Xavier Bellamy, Francis Wolff, Hubert Védrine ...
Les étudiants en droit ont rejoint le Collège Supérieur en 2005. Cela a contribué à développer la réflexion concernant les enjeux philosophiques du droit et depuis des conférences réunissent régulièrement avocats, magistrats et philosophes.
Depuis son ouverture, près de 2000 étudiants sont passés par le Collège Supérieur, avec 100 à 120 étudiants par an de la 1re à la 4e année d'études de droit et une dizaine d'étudiants en philosophie chaque année.
Le professeur de philosophie Bruno Roche succédera à Jean-Noël Dumont à la direction du Collège supérieur en 2015. En 2023, Bruno Roche à laissé sa place à la professeure de philosophie Marie Grand pour prendre la gestion de la programmation culturelle du lieu.

### Maison d'étudiants
Tout travail effectué à plusieurs crée une communauté humaine. C'est une des forces du Collège Supérieur : découvrir le travail dans l'entraide et l'amitié. Le Collège Supérieur met l'accent sur le tutorat par le parrainage des aînés : les enseignants et les étudiants des années supérieures aident les premières années à mieux s'adapter au cursus universitaire en leur partageant leur expérience et leurs astuces.
Parce que le droit n'est pas qu'une technique, la formation proposée veut aussi aider l'étudiant à percevoir les enjeux humains et sociaux de cette discipline. Pour cela, les étudiants bénéficient tout au long de l'année de l'accès gratuit à l'ensemble des conférences du Collège Supérieur.